# Elena Ramírez Parra
Elena Ramírez Parra (1972) es una científica española especializada en el campo de la agronomía, en concreto en el estudio de los efectos negativos que produce el estrés ambiental (sequía, salinidad de los suelos, exceso de radiación, presencia de metales pesados y altas y bajas temperaturas), en las plantas para conseguir mejorar las cosechas.
Elena Ramírez Parra se licenció en ciencias biológicas por la Universidad Autónoma de Madrid, para doctorarse más tarde en biología molecular por la misma universidad en el año 2000.
Se ha dedicado a la investigación y desarrolla su actividad en el Centro de Biotecnología y Genómica Vegetal del Instituto Nacional de Investigación y Tecnología Agraria y Alimentaria (INIA) y UPM, estudiando los efectos negativos que produce el estrés medioambiental en las plantas.
Su investigación trata de caracterizar los mecanismos de respuesta de las plantas frente a agresiones externas como la sequía, la salinidad de los suelos, la presencia de metales pesados y las temperaturas extremas. Con ello se intenta sentar las bases para la generación de nuevas variedades y cosechas mejoradas genéticamente que permitan mejorar las cosechas.
A lo largo de su carrera ha publicado diversos artículos científicos.
En noviembre de 2010 fue galardonada, junto a cuatro científicas más (Isabel Lastres Becker, Ana Briones Alonso, Mercedes Vila y Mª Antonia Herrero ), con el Premio L’oreal – UNESCO “Por las mujeres en la Ciencia”, con una dotación de 15000€ con la que se quiere premiar la labor de investigación que realizan mujeres de menos de 40 años para apoyar el papel de la mujer en la ciencia, reconocerlo y ayudar a la conciliación de la vida laboral y familiar.